# 마에야마촌
마에야마촌(일본어: 前山村)은 일본 나가노현 미나미사쿠군에 있던 촌이다. 현재의 사쿠시에 해당한다.

## 역사
- 1889년 4월 1일 - 정촌제 시행에 의해 2개 촌의 구역을 확장해 미나미사쿠군 마에야마촌이 성립하였다
- 1954년 4월 1일 - 노자와정, 오사와촌, 사쿠라이촌, 기시노촌과 신설합병해, 새로운 노자와정이 성립하여, 동일 마에야마촌은 폐지되었다.

## 참고문헌
- 角川日本地名大辞典 20 長野県